# HIGH RAIL 1375
HIGH RAIL 1375(일본어: ハイレール イチサンナナゴ 하이레~루 이치산나나고[*])는 동일본여객철도(JR 동일본)가 2017년 7월 1일부터 고우미 선에서 운행하고 있는 임시 쾌속열차이다.

## 개요
동일본여객철도 나가노 지사가 2017년 7월 1일부터 시작한 신슈 데스티네이션 캠페인(信州デスティネーションキャンペーン)의 일환으로 고우미 선에서 운행을 개시한 관광열차(조이풀 트레인)이다. 열차 이름의 'HIGH'는 일본에서 제일 표고가 높은 역이 있는 노선인 고우미 선을, 'RAIL'은 선로를, '1375'는 고우미 선 기요사토역 ~ 노베야마역 사이에 있는 일본의 철도 선로 중 가장 높은 지점의 표고인 1375m를 의미한다.
2016년 11월 4일에 도입이 발표되었으며, 2017년 2월 20일에 애칭이 HIGH RAIL 1375로 결정되었다고 발표되었다. 2017년 5월 19일에 운행 개요 등이 발표되어, 7월 1일에 운행을 개시했다.

## 운행 현황
일반적으로 금요일, 주말, 공휴일에, 여름방학 기간에는 화요일을 제외한 모든 날에 운행된다. 고우미 선의 고부치자와역 ~ 고모로역 사이를 1일 1.5왕복 운전한다. 열차 이름은 낮에 운행되는 1왕복편의 상행이 'HIGH RAIL 2호'(HIGH RAIL 2号), 하행은 'HIGH RAIL 1호'(HIGH RAIL 1号), 야간에 운행되는 하행은 'HIGH RAIL 호시조라'(HIGH RAIL 星空)로, 애칭의 '1375'는 생략된다.
겨울철에는 주말 및 공휴일을 중심으로 고부치자와 역 ~ 고모로 역 간을 1일 1왕복 운전(HIGH RAIL 2호 및 HIGH RAIL 호시조라만 운행됨)하며, 시각도 별도로 마련된 겨울 다이어그램에 맞추어 변경된다.
또한 차내에는 'HIGH RAIL 1375' 오리지널 콘텐츠가 전용 Wi-Fi로 제공되며, 'HIGH RAIL 호시조라'는 노베야마역에 정차하는 동안 고우미 선 연선의 "밤하늘 안내인"이 가이드하는 밤하늘 관찰회가 이루어진다(악천후의 경우에는 차내에서 이루어진다).
차량은 신조 차량이 아니라, 지방 노선에 투입되었던 디젤 동차(기동차)를 개조한 것이다. 지붕을 유리로 하는 아이디어도 있었지만 법률적 문제로 기각되었으며, 대신 밤하늘 영상을 승객에게 보여줄 수 있는 반구형 돔이 설치되어 있다.

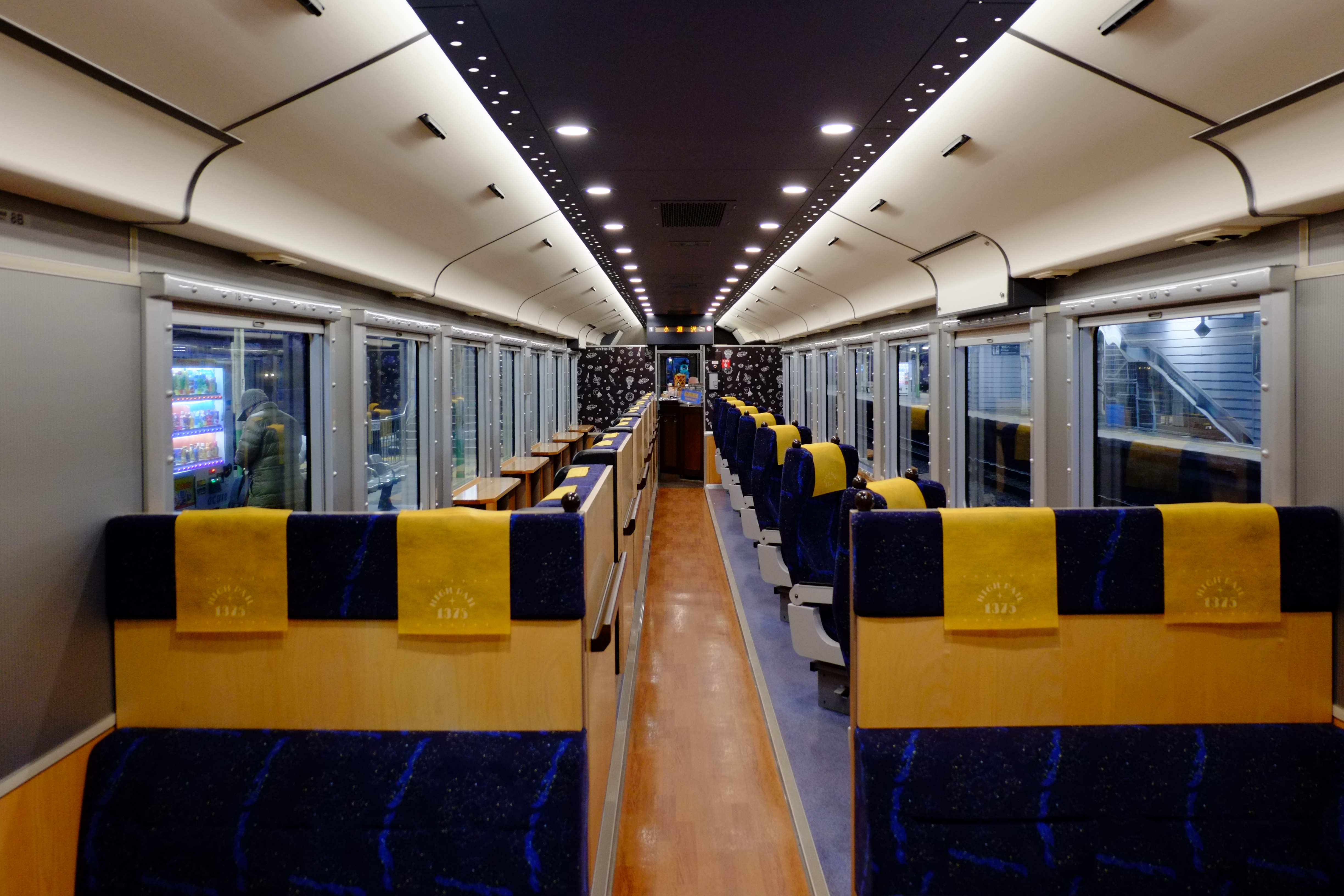
1호차 차내 (앞의 좌석은 박스 좌석, 뒤의 왼쪽 좌석은 커플 좌석이다)
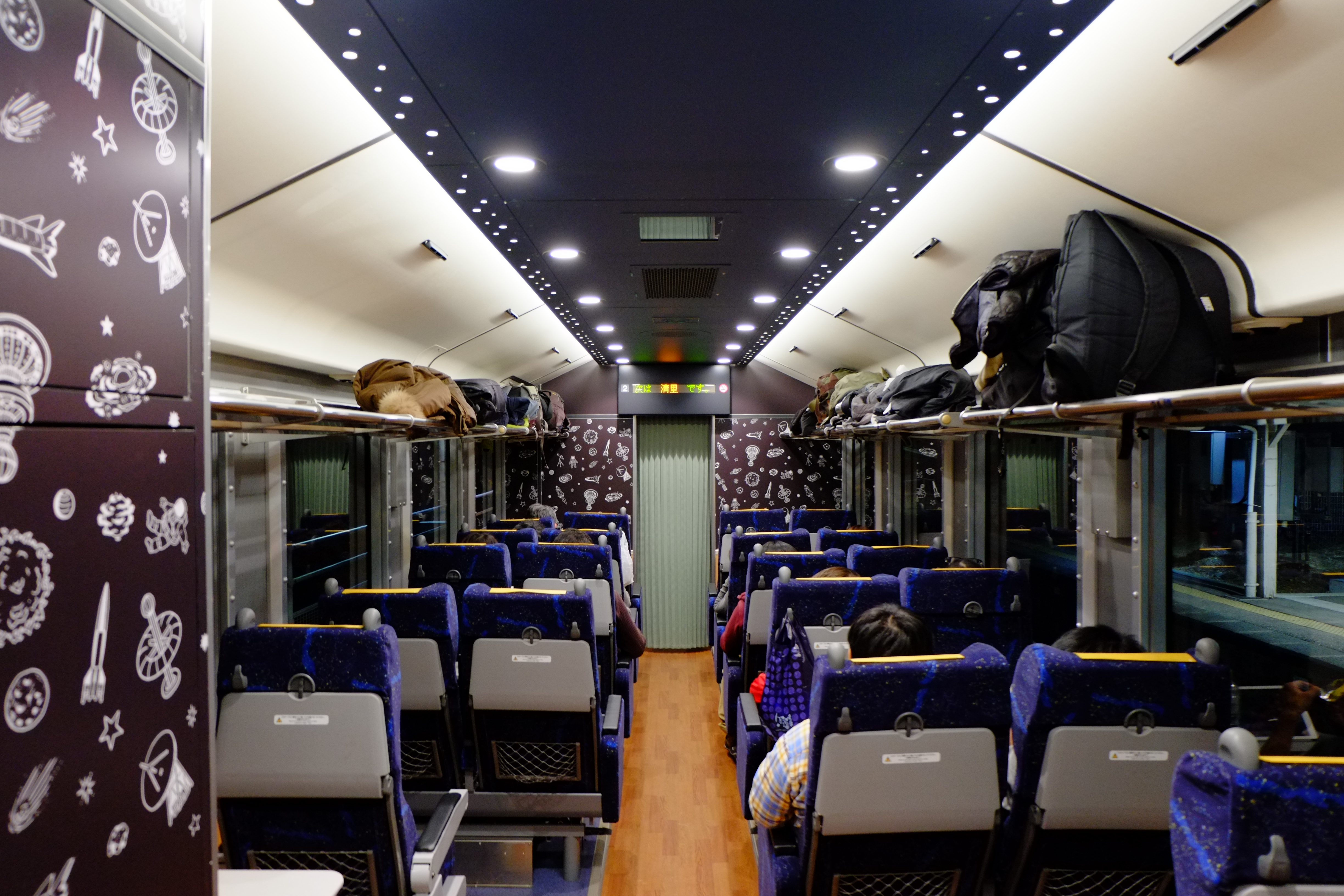
2호차 차내 (리클라이닝 시트)
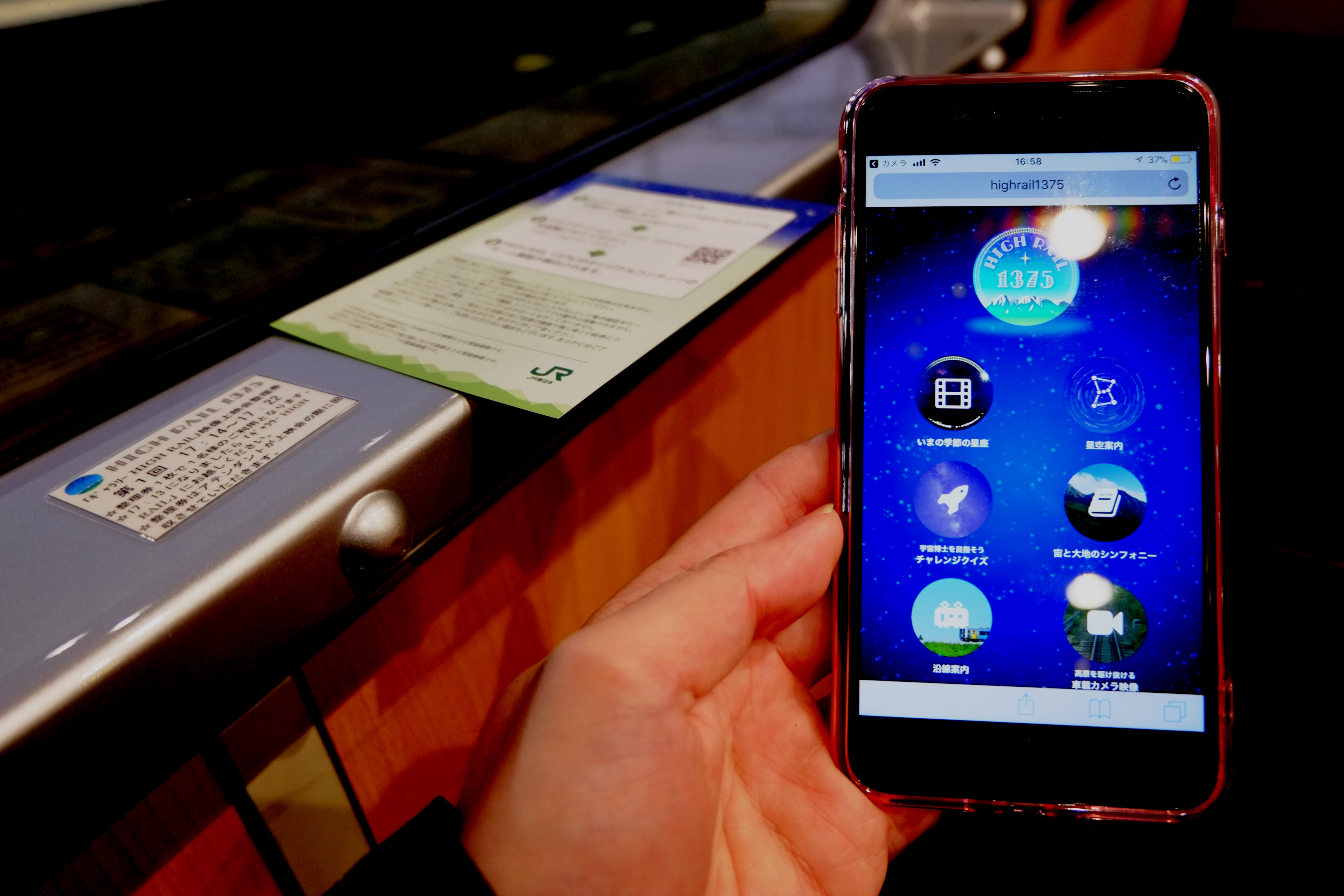
차내 전용 Wi-Fi로 제공되는 'HIGH RAIL 1375' 오리지널 콘텐츠
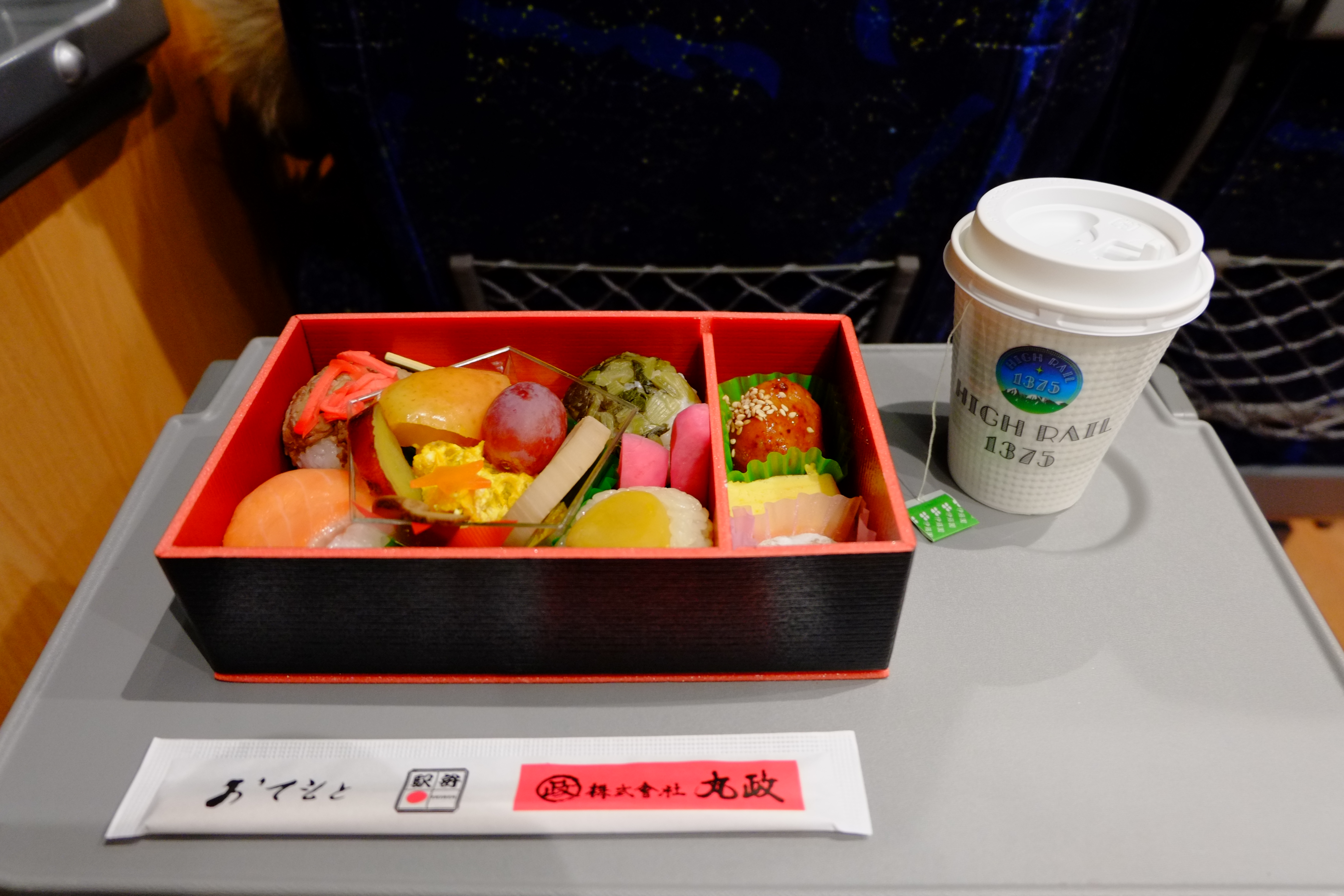
HIGH RAIL 호시조라 특제 도시락 (2017년 12월)

### 정차역
고부치자와역 - 기요사토역 - 노베야마역 - 시나노카와카미역 - 고우미역 - 야치호역 - 우스다역 - 나카고미역 - 이와무라다역 - 사쿠다이라역 - 고모로역
- 고우미 선의 가이오이즈미역과 하구로시타역을 제외한 모든 유인역에 정차한다.